# Banyumasan
Het Banyumasan (Banyumasan: Basa Banyumasan) is een taal die gesproken wordt in het westen van het Indonesische eiland Java. Het wordt ook wel als een dialect gezien van het Javaans. De taal is daarnaast sterk verwant met het Balinees, het Soendanees en het Madoerees. 
In het Banyumasan wordt het Latijns alfabet gebruikt. Enkele woorden zijn:
- batir, vriend
- brug, brug
- clebek, koffie
- maen, goed
- maregi, slecht